# Ellentjärnen
Ellentjärnen är en sjö i Ljusdals kommun i Hälsingland och ingår i Dalälvens huvudavrinningsområde.
Ellentjärnen ligger i Stora Korpimäki Natura 2000-område.